# Челябінськ-Сіті
Челябінськ-Сіті — бізнес-центр у Челябінську, Росія. Найвищий будинок міста.

## Опис
Хмарочос на 23 поверхи із синім вітражним склінням почали будувати у 2004 році. На початку 2007 року на будівлі встановили шпиль і завершили пуско-налагоджувальні роботи з установки інженерних систем. У березні 2008 року висотку відкрили для городян. Челябінськ-Сіті став першим будинком Челябінська, висота якого перевищила 100 метрів. Наразі висота його даху становить 86 метрів, а разом зі шпилем — 111 метрів. У бізнес-центрі розташовуються банк, ресторан, банато магазинів і офісів. На висоті близько 90 метрів є оглядовий майданчик.
Вартість хмарочоса склала 45 млн доларів. Власником будівлі є родина чиновника Юрія Карліканова — першого заступника голови Законодавчих зборів Челябінської області.